# Simone Bussières
Pour les articles homonymes, voir Bussières.
Simone Bussières, née Simone Gagnon le 8 juin 1918 à Québec et morte le 14 janvier 2019 à Québec, est une écrivaine, romancière, conteuse et éditrice québécoise. Elle est l'auteure de manuels scolaires qui ont été utilisés dans de nombreuses écoles québécoises.

## Biographie

### Origines
Fille d'Édouard Gagnon et de Rachel Veilleux, Simone Bussières est née dans la paroisse de Sainte-Angèle de Saint-Malo à Québec,. Son père décède de la tuberculose lorsqu'elle a cinq ans et sa mère se remarie plus tard à Joseph Bussières. Elle s'instruit au couvent des Sœurs du Bon-Pasteur.

### Carrière
Elle débute dans l'enseignement, en 1941, à Val d'Espoir, en Gaspésie. En 1943-1944, elle est annonceure à la radio de CHNC, à New Carlisle (Québec). Elle enseigne ensuite à la Commission des écoles catholiques de Québec, et en 1955 devient directrice de l'enseignement à l'élémentaire.
Pendant ce temps elle travaille dans le monde de la radio et de la télévision. À la radio CHRC, elle anime plusieurs émissions dont Tante Colette, dans laquelle elle raconte des histoires aux jeunes auditeurs, Chansons vécues, Que désirez-vous? et Jeunes savants. Elle rédige également les textes d'émissions variées, telles Chansons vécues et Comment parlons-nous?. À la télévision, de 1956 à 1960, elle conçoit, anime et dirige le jeu questionnaire Les Jeunes Talents à la station CFCM-TV, nouvellement installée à Québec. Elle publie durant les années 1960 de nombreux manuels scolaires et livres de lecture: J'aime lire, Je sais lire, Je veux lire et Joies de lire, pour citer quelques titres.
En 1963, elle fonde et dirige une maison d'édition, Les Presses laurentiennes. 
Elle prend sa retraite de l'enseignement en 1968, et sa retraite de l'édition en 1988.

## Émission Radiophonique
- 1948-1953 : Tante Colette, CHRC
- 1952-1953 : Chansons vécues, CHRC
- 1950-1954 : Que désirez-vous ?, CHRC
- 1954-1955 : Jeunes savants, CHRC

## Œuvres

### Romans
- L'héritier, Québec, Les Éditions du Quartier latin, 1951, 195 p.
- La pyramide des morts, Sillery, Septentrion, 1999, 154 p.
- L'enfant de l'aube, Montréal, Guérin, 2000, 150 p.
- La coupe broyée, Québec, Simone Bussières, 2013, 166 p.

### Autres textes
- Les fables des 3 commères, Notre-Dame-des-Laurentides, Presses laurentiennes, 196?, illustrations de Laurent Bédard.
- Le petit sapin qui a poussé sur une étoile, Notre-Dame-des-Laurentides, Presses laurentiennes, 1972, 24 p.
- C'est ta fête! Comptines et fantaisies, Notre-Dame-des-Laurentides, Presses laurentiennes, 1981, 62 p.
- Dans mon petit violon. Comptines et fantaisies, Charlesbourg, Presses laurentiennes, 1985, 62 p.
- Pensées pour apprendre la vie, Charlesbourg, Presses laurentiennes, 1987, 78 p.
- Au temps où les arbres marchaient (contes), Montréal, Guérin, 2000, 39 p.
- Je n'ai pas tout oublié. Souvenirs, Québec, Éditions S.B., 2014, 238 p.

### Manuels scolaires[5]
- Série Les joies de la lecture, Montréal, Guérin, (destinée aux enfants du primaire)
- Série Je veux lire : méthode de lecture spontanée, Éditions Pedagogia inc.
- Série Je sais lire : méthode de lecture spontanée, Éditions Pedagogia inc.